# 馮世雍
馮世雍（1494年—？年），字子和，號三石，湖广武昌府江夏縣人，明朝政治人物。

## 生平
治《詩經》，行三，由國子生中式己卯科（1519年）湖廣鄉試第八名舉人，年三十歲中式嘉靖二年（1523年）癸未科會試第一百三十一名，第三甲第一名進士。授工部主事，历郎中，出为徽州府知府。十三年官雲南臨安府知府。

## 家族
曾祖馮鉞。祖父馮潜，壽官。父馮棐，监生。母劉氏。具庆下。兄世俊、世寧、弟世熙、世美、世忠、世賢。